# Albersdorf
Albersdorf là một đô thị thuộc huyện Dithmarschen, trong bang Schleswig-Holstein, nước Đức. Đô thị Albersdorf có diện tích 17,13 km², dân số thời điểm 31 tháng 12 năm 2006 là 3588 người. Albersdorf nằm gần kênh đào Kiel, khoảng 14 km về phía đông nam của Heide.